# Sven Christ
Sven Christ (* 9. Dezember 1973 in Biel/Bienne) ist ein ehemaliger Schweizer Fussballspieler und aktueller Trainer.
Christ begann seine Karriere beim FC Biel. Ab der Saison 2003/04 spielte er als Innenverteidiger beim FC Aarau in der Axpo Super League, für den er bereits von 1994 bis 1997 und 1998/99 tätig gewesen war. Er hatte einen Vertrag bis 2007 und verlängerte diesen nach erfolgreichem Ligaerhalt des Vereins um ein Jahr bis 2008. Christ war der Captain der 1. Mannschaft.
In der Saison 2008/09 wurde Christ Trainer beim 2. Liga interregional-Club FC Sursee. Zur Saison 2009/10 wechselte er als Trainer zum Erstligisten FC Schötz. Im Juni 2010 wurde er Cheftrainer beim SC Cham. Vom September 2012 bis Im Juli 2014 war er als Trainer des FC Baden tätig. Danach übernahm er die Nachfolge von René Weiler beim FC Aarau in der Raiffeisen Super League.

## Vereine als Aktiver
- 2003/04 von 1. FSV Mainz 05 zum FC Aarau
- 2001/02 von Lausanne-Sports zum 1. FSV Mainz 05
- 1999/2000 von FC Aarau zu Lausanne-Sports
- 1998/99 von Grasshoppers zum FC Aarau
- 1997/98 von FC Aarau zu Grasshoppers
- 1994/95 von FC Grenchen zum FC Aarau
- 1991–94 FC Grenchen
- 1981–91 FC Biel